# Manon van Rooijen
Manon van Rooijen (* 3. Juli 1982 in Leerdam) ist eine niederländische Freistilschwimmerin.

## Werdegang
Van Rooijen begann mit dem Schwimmsport beim Verein Z.C.'90 im gelderländischen Culemborg. 1997 verließ sie den Verein, um ihr Training bei Clubs in Nieuwegein (Aquarijn) und Amersfoort fortzusetzen. Im Januar 2001 ging sie für drei Jahre in die Vereinigten Staaten und nahm an der University of Miami ein Studium der Unterwasserbiologie auf. Dort fand sie zudem ideale Trainingsbedingungen. Nach drei Jahren und dem Abschluss als Bachelor kehrte sie im Januar 2004 in die Niederlande zurück und schloss sich dem Verein Topzwemmen West-Nederland in Dordrecht an, wo sie bei Dick Bergsma trainierte. Nach den Schwimmeuropameisterschaften 2006 in Budapest wechselte sie zu TopZwemmen Amsterdam und trainiert dort bei Martin Truijens.

## Erfolge
Größter sportlicher Erfolg Van Rooijens war der Gewinn der Silbermedaille mit der 4 × 100-m-Freistilstaffel um Inge de Bruijn, Wilma van Hofwegen und Thamar Henneken bei den Olympischen Sommerspielen 2000 in Sydney. Mit der Zeit von 3:39:83 min wurde bei dem Erfolg auch ein neuer Europarekord aufgestellt. Während ihrer US-Zeit war der Gewinn der Bronzemedaille über 4 × 100 m Freistil bei den Europameisterschaften 2002 in Berlin größter Erfolg. Danach folgten mehrere Jahre, in denen sie international nicht auf höchstem Niveau schwamm. In der Weltspitze meldete sie sich 2007 zurück, als sie mit der 4 × 200-m-Freistilstaffel in Melbourne Achte wurde. Über dieselbe Strecke wurde das niederländische Team 2008 bei den Europameisterschaften Vierte. Van Rooijen gehörte jedoch nicht zur Finalbesetzung, sie trat nur im Vorlauf an.
Im August 2008 nahm sie an den Olympischen Sommerspielen in Peking teil und trug als Schlussschwimmerin der niederländischen 4 × 100-m-Freistilstaffel im Vorlauf zur Finalqualifikation bei. Beim späteren Olympiasieg der Staffel war sie nicht eingesetzt.